# Prozessleittechnik
Als Prozessleittechnik (englisch operating technology of distributed process control) bezeichnet man Mittel und Verfahren, die dem Steuern, Regeln und Sichern verfahrenstechnischer Anlagen dienen. Zentrales Mittel sind dabei das Prozessleitsystem und die speicherprogrammierbare Steuerung (SPS).
Daneben gibt es noch die verbindungsprogrammierte Steuerung, die für kompliziertere Anwendungen allerdings sehr aufwändig ist und daher nur noch dort eingesetzt wird, wo die Installation einer SPS zu aufwändig erscheint oder besondere Anforderungen an die Sicherheit gestellt werden.
Angrenzende Fachgebiete haben analoge Verfahren entwickelt, so:
- die diskrete Fertigung die Produktionsleittechnik (Fertigungsleittechnik)
- die Gebäudetechnik die Gebäudeleittechnik.

## Aufgaben
Ein verfahrenstechnischer Prozess verändert Stoffe nach Art, Eigenschaft und Zusammensetzung. Typische verfahrenstechnische Anlagen sind Raffinerien, Zementwerke, Chemiefabriken, Walzwerke oder Papierfabriken.
Die Grundaufgabe der Prozessleittechnik ist es, diese Prozesse in ihren Abläufen zu steuern und zu überwachen, um bestimmte Sollzustände (Temperatur, Füllstand, Luftfeuchte usw.) einzuhalten und bei großen Abweichungen einen Alarm auszulösen oder eine Sicherheitsfunktion zu aktivieren.

## Vernetzung
Die Baugruppen der Prozessleittechnik sind über spezielle Feldbussysteme der industriellen Kommunikationstechnik vernetzt: Profibus, Profinet, Modbus, LON u. a. Zunehmend dringen auch die Datenverbindungen aus der Computerwelt in diesem Bereich ein, und es gibt fast kein System mehr, das nicht mit dem in der PC-Welt üblichen Ethernet-Netzwerk ausgestattet ist. Damit wird die Brücke zur Informatikwelt hergestellt, die kommerzielle Datenverarbeitung integriert sowie eine globale Vernetzung über das Internet ermöglicht. Damit können moderne Prozessleitsysteme auch E-Mails versenden und per SMS Informationen auf Telefone, insbesondere Mobiltelefone schicken sowie Fernüberwachung und Teleservice ermöglichen.

## Programmierung
Die Programmierung der Systeme der Prozessleittechnik erfolgt mit vorgefertigten Software-Bausteinen, was die Zahl der Fehler deutlich reduziert und die Betriebssicherheit erhöht (konfigurieren statt programmieren). Dies ist insofern wichtig, als diese Systeme teilweise auch Prozesse mit einem gewissen Gefahrenpotential steuern und überwachen.

## Visualisierung
Zur Darstellung der Vorgänge im Innern des Prozesses (Anlage, Maschine) gibt es ebenfalls vorgefertigte Bausteine zum Aufbau einer grafischen Darstellung (Prozessvisualisierung), die auf einem angekoppelten PC oder direkt auf einem Monitor dargestellt werden kann.

## Lehrstühle
1990 wurde in Deutschland erstmals ein Lehrstuhl für Prozessleittechnik an der RWTH Aachen, Fakultät für Bergbau, Hüttenwesen und Geowissenschaften eingerichtet. Als erster Lehrstuhlinhaber wurde Martin Polke 1991 berufen, vormals Direktor Prozessleittechnik der Bayer AG Leverkusen. Er hat diesen Lehrstuhl sowohl hinsichtlich einer eigenständigen akademischen Lehre (Fachbuch Prozessleittechnik 1992 und 1994) als auch in der praxisnahen Forschung zur weiteren Herausbildung dieses neuen Fachprofils aufgebaut. Seit seiner Emeritierung 1995 wird der Lehrstuhl von Ulrich Epple fortgeführt, der auch bei der Bayer AG tätig war. An der TU Dresden wurde ebenfalls eine Professur für Prozessleittechnik im Institut für Automatisierungstechnik eingerichtet, die seit 2006 mit Leon Urbas besetzt ist, vormals TU Berlin.
Die Technische Hochschule Rosenheim, Campus Burghausen, bietet erstmals zum Wintersemester 2019 den Studiengang Chemtronik an, dessen wesentlicher Inhalt in der Prozessleittechnik liegt.